# Returnal (альбом)
Returnal — четвёртый студийный альбом американского электронного музыканта Oneohtrix Point Never (Дэниел Лопатин), изданный 22 июня 2010 года на лейбле Mego.

## История
Returnal был записан и смикширован Лопатиным с использованием программ Goldwave и Multiquence. Большая часть материала была сведена в кондиционированной комнате в доме его родителей в Массачусетсе (в тексте указано как «Ridge Valley Digital») с июля по август 2009 года. Первая песня альбома была записана в Бруклине. Инструменты, включая Akai AX60, Roland Juno-60, Roland MSQ-700 и Korg Electribe ES-1, а также голосовые партии Лопатина, присутствуют на протяжении всего альбома, хотя Roland SP-555 и Sherman Filterbank также использовались в процессе разработки.

## Отзывы
| Совокупная оценка | Совокупная оценка |
| Источник          | Оценка            |
| ----------------- | ----------------- |
| AnyDecentMusic?   | 7.6/10            |
| Оценки критиков   |                   |
| Источник          | Оценка            |
| AllMusic          | [ 4 ]             |
| Beats Per Minute  | 68%               |
| Drowned in Sound  | 8/10              |
| Fact              | 5/5               |
| Pitchfork         | 8.2/10            |
| PopMatters        | 8/10              |
| Resident Advisor  | 4.5/5             |
| Tiny Mix Tapes    | 4/5               |
| Uncut             | [ 12 ]            |

Альбом получил положительные отзывы музыкальной критики и интернет-изданий. Resident Advisor заявил, что «Returnal ощущается как документ, такой же ошеломленный и головокружительный, как тепловой удар, потусторонний мир обезвоживания или истощения. Но его эмоциональный рельеф находится в постоянном движении — если, к счастью, медленно развивается — полон переходов и почти угрюмых колебаний настроения, которые делают его в разные моменты увлекательным, завораживающим и часто весьма озадачивающим». Издание заявило, что "Returnal по-прежнему кажется замком для записи года в бросовом жанре, выходящем за рамки коллекционеров кассет и любителей Brain Records. Филипп Шербурн из Pitchfork отметил, что Returnal более сфокусирован, плотен и композиционен, чем прошлые работы Лопатина, отметив, что когда синтезированные арпеджио, характерные для его предыдущих релизов, появляются, они «слоисты и размыты до такой степени, что теряют свое определение». Сравнивая Returnal с предыдущими работами Лопатина, Tiny Mix Tapes описал альбом как «не просто коллекцию треков, а неделимое и связное целое, удерживаемое на этот раз не сетками и зонами, а атмосферами и шлейфами».

### Итоговые списки
| Bleep Limited                        | Top 10 Albums of the Year           | *   |
| Drowned in Sound                     | Albums of the Year                  | 23  |
| Fact                                 | The 40 Best Albums of 2010          | 10  |
| The Guardian (Jude Rogers)           | Albums of 2010                      | 4   |
| Pitchfork                            | The Top 50 Albums of 2010           | 20  |
| PopMatters                           | The 70 Best Albums of 2010          | 67  |
| PopMatters                           | The Best Experimental Music of 2010 | 9/8 |
| Prefix                               | Best Albums of 2010                 | 29  |
| The Quietus                          | The Best Albums of 2010 So Far      | 11  |
| Resident Advisor                     | Top 20 Albums of 2010               | 13  |
| Stereogum                            | The Top 50 Albums of 2010           | 41  |
| Tiny Mix Tapes                       | Favorite 50 Albums of 2010          | 6   |
| Uncut                                | 50 Best Albums of 2010              | 20  |
| Uncut                                | The Wild Mercury Sound 100 of 2010  | 17  |
| XLR8R                                | Favorite Releases of 2010           | 4   |
| The Wire                             | 2010 Rewind                         | 2   |
| * обозначает неупорядоченный список. |                                     |     |

## Список композиций
| №                   | Название             | Длительность |
| ------------------- | -------------------- | ------------ |
| 1.                  | «Nil Admirari»       | 5:05         |
| 2.                  | «Describing Bodies»  | 4:18         |
| 3.                  | «Stress Waves»       | 5:42         |
| 4.                  | «Returnal»           | 4:43         |
| 5.                  | «Pelham Island Road» | 7:36         |
| 6.                  | «Where Does Time Go» | 6:25         |
| 7.                  | «Ouroboros»          | 2:04         |
| 8.                  | «Preyouandi»         | 6:11         |
| Общая длительность: | Общая длительность:  | 41:59        |